# ダイムラー・ベンツ DB 603

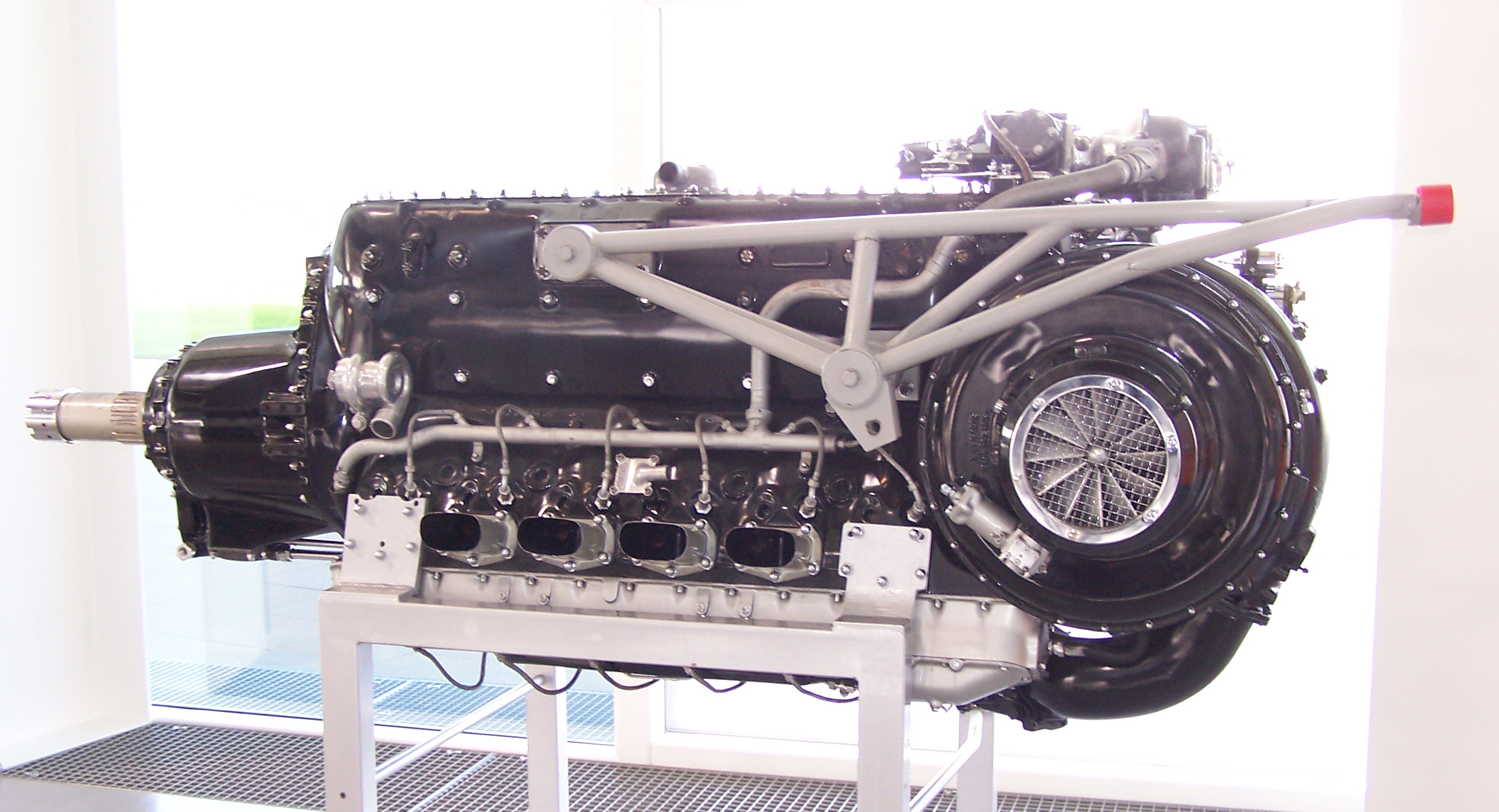
ダイムラーベンツ DB 603

DB 603はドイツの第二次世界大戦時の航空機エンジンである。液冷式で倒立V型12気筒でDB 601の拡大版である。
Do 217 N&M、Do 335、He 219、Me 410 や Ta 152Cに搭載された。

航空機技術者であるJosef Micklが設計、フェルディナント・ポルシェが補助したメルセデス・ベンツ・T80は、DB603の3番目の試作エンジンを搭載していた。しかし、1939年9月に戦争が勃発したことによりT80はレースに出ず、DB603エンジンは自動車から外されて戦闘機に搭載された。

## 派生型

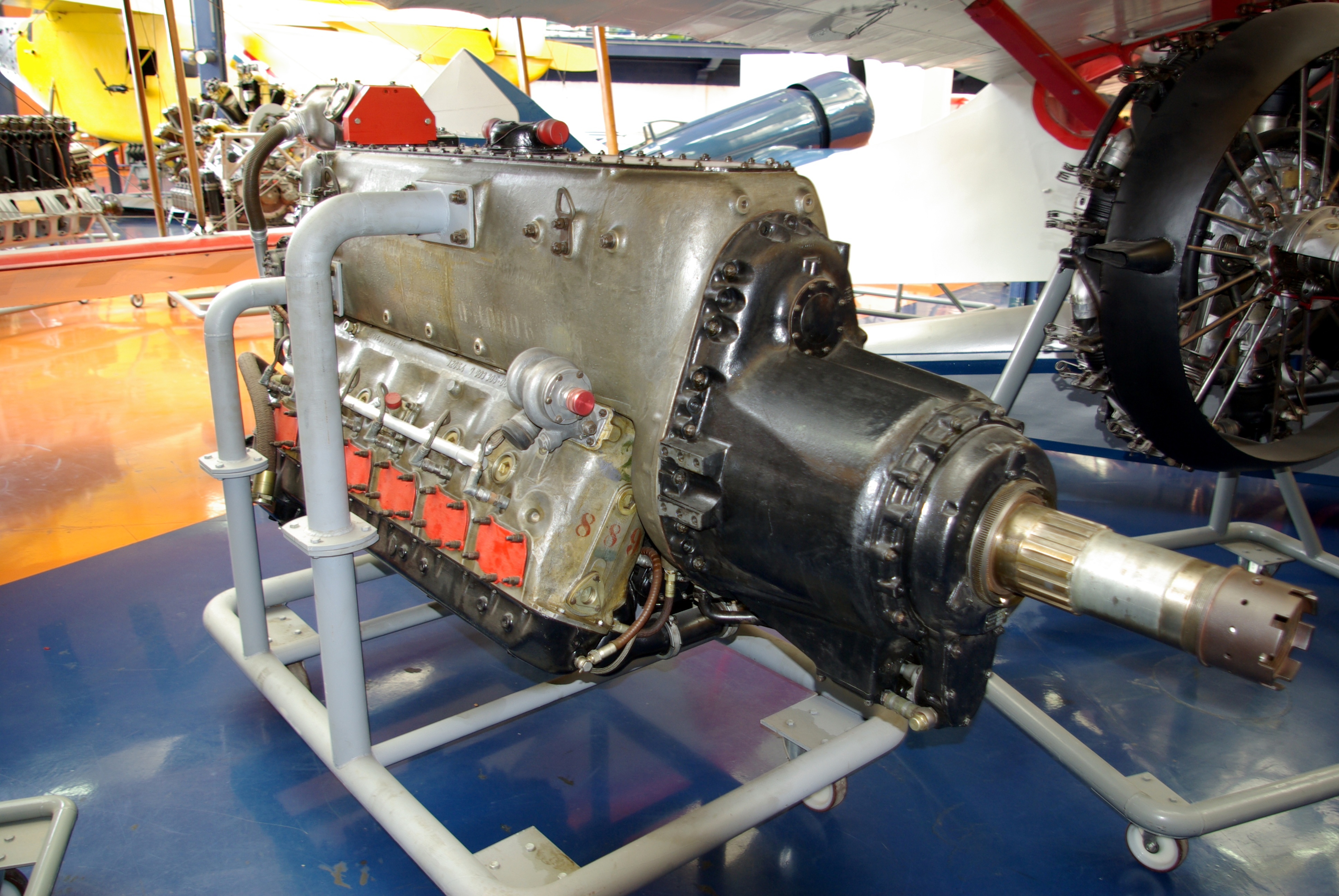
ダイムラーベンツ DB 603

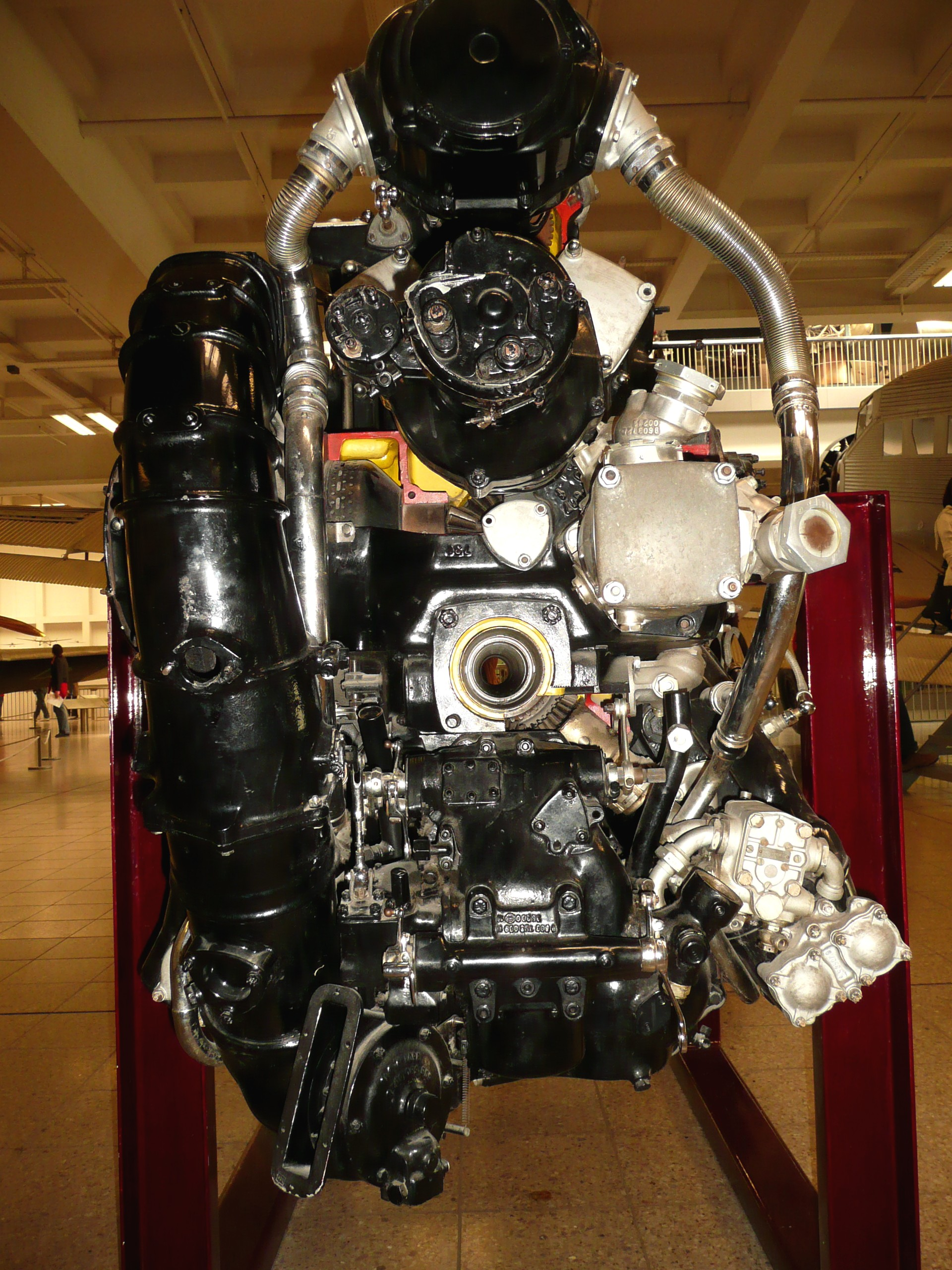
ダイムラーベンツ DB 603（後面）

### 量産型
- DB 603A
  - 最大出力: 1,287 kW (1,750 PS) at 2,700 rpm (海面高度)
  - 戦闘出力: 1,162 kW (1,580 PS) at 2,500 rpm (海面高度)
- DB 603AA
  - 最大出力: 1,228 kW (1,670 PS) at 2,700 rpm (海面高度)
  - 戦闘出力: 1,162 kW (1,580 PS) at 2,500 rpm (海面高度)
- DB 603E
  - 最大出力: 1,324 kW (1,800 PS) at 2,700 rpm (海面高度)
  - 戦闘出力: 1,158 kW (1,575 PS) at 2,500 rpm (海面高度)

### 試作型とその他
- DB 603D:DB 603Aの逆回転(左回り)型;量産されたかは不明
- DB 603F:DB 603Eの逆回転(左回り)型;量産されたかは不明
- DB 603G:量産はキャンセル 
  - 最大出力: 1,397 kW (1,900 PS) at 2,700 rpm (海面高度)
  - 戦闘出力: 1,147 kW (1,560 PS) at 2,700 rpm (海面高度)
- DB 603L/LA:2段機械過給機を装備し、オクタン価87のB4燃料を使用する試作型 
  - 最大出力: 1,471 kW (2,000 PS)
- DB 603N:2段機械過給機を装備し、オクタン価100のC3燃料を使用する試作型 
  - 最大出力: 2,059 kW (2,800 PS) at 3,000 rpm (海面高度)
  - 戦闘出力: 1,420 kW (1,930 PS) at 2,700 rpm (海面高度)
- DB 603S:"TK 11"排気タービン過給機を装備 
  - 最大出力:不明
- DB 613:DB 603を2つ並列につなげた実験用の双子エンジン。同じ双子エンジンであるDB 606やDB 610の代替案として1940年3月から1943年まで試作が行われた。 
  - 最大出力:不明
- DB 607:航空機用ディーゼルエンジン。DB 603の主要部品(クランクシャフト、ハウジング、シリンダーの部品)を使用して構築され、わずか860 kgの重量で1,750馬力(計画生産バージョン)の顕著なパワーを持っていた。開発は1941年にキャンセルされた。
- DB 609:V型16気筒エンジン。開発はJumo 222と並行して行われ、DB 603のシリンダー寸法を使用していたが、新しい構造だった。これは、1,150 kgの重量のDB 603よりも267 mm長かった。最大馬力は、製品版では3,400馬力だった。これは、コントラ回転ポップと最大口径55 mmのモーターキャノンを備えた重戦闘機を対象としていた。

パワー・データはすべて、メーカーの公証値。「最大出力」は離陸および緊急時の出力（5分の使用が限度)、「戦闘出力」は上昇及び戦闘時の出力（30分の使用が限度）を示す。

## 搭載機
- BV 155
- BV 238
- Do 217-M,N,P型
- Do335
- He 177-B型
- He 219
- He 274
- Me 209-V5
- Me410
- Ta152-C-1型

## 主要諸元(DB 603A)
- 形式:過給機付き液冷倒立V型12気筒
- ボア×ストローク:162 mm×180 mm
- 排気量:44.52 L
- 全長:2610.5 mm
- 直径:830 mm
- 乾燥重量:920 kg
- 過給機:遠心式スーパーチャージャー
- 出力
  - 離昇出力:1,287 kW (1,750 PS)
  - 巡航出力:1,111 kW (1,510 PS)
- 圧縮比: 7.5:1 left block, 7.3:1 right block
- パワーウェイトレシオ: 1.29 kW/kg (0.79 hp/lb)

## 競合するエンジン
ドイツ国
- ユンカース Jumo 213

 アメリカ合衆国
- パッカードV-1650

 フランス
- イスパノ・スイザ 12Y

 イギリス
- ロールス・ロイス グリフォン

 ソビエト連邦
- クリーモフ VK-107
- ミクーリン AM-38